# Self-Portrait (film)
 Self-Portrait  (pol. Autoportret) – awangardowy film w reżyserii Yoko Ono, będący jednym, długim ujęciem przedstawiającym członka Johna Lennona w częściowej erekcji. Zarejestrowany moment jest wydłużony poprzez zwolnienie tempa do 42 minut i kończy się wypłynięciem kropli nasienia.
Swoją premierę miał w Instytucie Sztuki Współczesnej ICA w Londynie w 1969 roku. Nigdy potem już nie został wyświetlony.
Yoko Ono planowała zarejestrować reakcję publiczności na film, a następnie wmontować ją do nowszej wersji filmu, jednak nie udało jej się to z powodów technicznych.